# Ali Hashemi
Ali Hashemi (* 1. November 1991 in Ilam) ist ein erfolgreicher iranischer Gewichtheber der sechsmaliger Asienmeister und dreimaliger Weltmeister in verschiedenen Gewichtsklassen ist.

## Karriere
Hashemi wurde bei den Asienspielen im Jahr 2015 in der Gewichtsklasse bis 94 kg Asienmeister im Reißen und Gewinner der Bronzemedaille im Zweikampf. Im gleichen Jahr errang er bei den Weltmeisterschaften im Gewichtheben in Houston in der Gewichtsklasse bis 94 kg den 4. Platz im Zweikampf.
Bei den Asienspielen im Jahr 2016 wurde er dreifacher Asienmeister und gewann alle Wertungen der Gewichtsklasse bis 94 kg. Am ersten internationalen Fajr Cup nahm er 2016 teil und erreichte in der Gewichtsklasse bis 94 kg im Zweikampf, Reißen und Stoßen jeweils den 2. Platz. An den Olympischen Sommerspielen 2016 in Rio de Janeiro nahm Hashemi für den Iran in der Gewichtsklasse bis 94 kg teil und belegte in allen drei Wertungen den 7. Platz.
Im Jahr 2017 erreichte er bei den Asienspielen in der Gewichtsklasse bis 105 kg den 3. Platz im Stoßen und im Zweikampf. An den fünften Asian Indoor & Martial Arts Games in Aşgabat nahm er in der Gewichtsklasse bis 105 kg teil und erreichte im Zweikampf, Reißen und Stoßen jeweils den 2. Platz. Zum Jahresabschluss 2017 nahm er an den Weltmeisterschaften im Gewichtheben in Anaheim in der Gewichtsklasse bis 105 kg teil. Hier wurde Hashemi Weltmeister jeweils im Reißen und Zweikampf, sowie erzielte er den 3. Platz mit einem knappen Rückstand von 1 kg im Stoßen auf die beiden vor ihm platzierten Gewichtheber Artūrs Plēsnieks und Seo Huiyeop.
Für die 18. Asienspiele gab es nur eine Wertung für den Zweikampf und Hashemi gewann die Bronzemedaille in der Gewichtsklasse bis 105 kg. An den Weltmeisterschaften im Gewichtheben in Aşgabat nahm er in der Gewichtsklasse bis 102 kg teil und wurde Weltmeister im Zweikampf, Silbermedaillengewinner im Reißen und Bronzemedaillengewinner im Stoßen.
Im März 2019 startete er bei der vierten Auflage des internationalen Fajr Cup in der Gewichtsklasse bis 109 kg und gewann die Wertungen im Zweikampf und Reißen, sowie den 3. Platz im Stoßen. Bei den Asienspielen im April 2019 wurde er Asienmeister im Stoßen und erreichte den 3. Platz im Zweikampf in der Gewichtsklasse bis 109 kg. Seine letzte Teilnahme an Weltmeisterschaften im Gewichtheben in Pattaya endete für Hashemi ohne einen Podestplatz. In der Gewichtsklasse bis 109 kg belegte er im Reißen den 9. Platz, im Stoßen den 13. Platz und im Zweikampf den 7. Platz.
Bei der fünften Auflage des internationalen Fjar Cup im Februar 2020 in der Gewichtsklasse bis 109 kg triumphierte er in allen drei Wertungen mit insgesamt 25 kg Vorsprung auf den Zweitplatzierten. Für die Olympischen Sommerspiele 2021 in Tokio nahm er für den Iran teil. Hashemi erreichte im olympischen Wettbewerb in der Gewichtsklasse bis 109 kg keine Medaille, da er keine gültige Wertung im Stoßen erzielte. Die Gewichte der misslungenen Versuche und das erzielte Ergebnis im Reißen hätten für den 3. Platz in der olympischen Wertung im Zweikampf ausgereicht, wurden jedoch nicht mit Erfolg beschieden.